# Макс — виртуоз
«Макс — виртуоз» (фр. Max virtuose, 1913) — французский художественный фильм Макса Линдера.

## Сюжет
Макс, желая сблизиться с красивой дочерью меломана, выдает себя за знаменитого пианиста и показывает свою виртуозность на пианоле. На званом вечере его сажают перед роялем без механической пианолы. И Макс придумывает десятки предлогов, чтобы оттянуть своё выступление. Так, например, он пододвигает к себе рояль, вместо того чтобы придвинуть к нему стул.
Затем Макс, притворяющийся близоруким, роняет в рояль свой монокль и тут же начинает с веселой настойчивостью разламывать инструмент.

## Художественные особенности
- Разгром рояля — эпизод, стоящий на уровне фильмов Чаплина эпохи «Кистоуна» и «Эссенея»[1].

## В ролях
- Макс Линдер
- Люси Дорбел
- Жорж Горди
- Габриэль Ланге

## Интересные факты
- Около 1930 года этот прием (разгром рояля) перенимают Лаурел и Харди, когда разносят на куски автомобили[1].